# 19379 Лябрек
19379 Лябрек (19379 Labrecque) — астероїд головного поясу, відкритий 24 січня 1998 року.
Тіссеранів параметр щодо Юпітера — 3,421.